# Wodianer Albert (1818–1898)
Id. báró kapriorai Wodianer Albert (Szeged, 1818. augusztus 13. – Budapest, 1898. június 17.) főrendiházi politikus, nagyiparos, Wodianer Albert nagybátyja.

## Élete
Wodianer Sámuel táblabíró, gabonakereskedő és Bobelle Zsófia (1784–1845) fia. Középiskolai tanulmányait Szegeden és pesti gimnáziumokban végezte, majd a bécsi Műegyetemen tanult. Hosszabb külföldi utazások után több éven át tanulmányozás céljából Angliában élt. Rész vett az 1848–49-es forradalom és szabadságharcban. 
1867. szeptember 28-án a magyar északi vasúthoz királyi biztossá nevezték ki. Ott dolgozott a vasút államosításáig.
1886-ban a báróságot kapott és a főrendiház örökös tagja lett. Végrendeletében nagyobb összegeket hagyott üdülőházak létesítésére és alapítványt az MTA javára.
Felesége borosjenői Atzél Zsófia (1830–1915) volt. Fiai Wodianer Mór és Wodianer Albert

## Elismerései
- 1869 II. osztályú vaskoronarendet
- 1870 pápai Szent Gergely-rend középkeresztje